# جائحة فيروس كورونا في سيشل
توثق هذه المقالة آثار جائحة فيروس كورونا 2019-2020 في سيشل، وقد لا تتضمن جميع الاستجابات والتدابير والإجراءات الرئيسية حتى الآن.

## خلفية
في 12 يناير 2020، أكدت منظمة الصحة العالمية (WHO) أن فيروس تاجي جديد كان سببًا لمرض تنفسي لمجموعة من الأشخاص في مدينة ووهان، مقاطعة خوبي، الصين، والذين كانوا قد لفتوا انتباه منظمة الصحة العالمية في البداية في 31 ديسمبر 2019. رُبطت هذه المجموعة في البداية بسوق هوانان للمأكولات البحرية بالجملة في مدينة ووهان. ومع ذلك، فإن بعض الحالات الأولى التي أظهرت نتائج مختبرية لا صلة لها بالسوق، فمصدر الوباء غير معروف.
على عكس السارس لعام 2003، كانت نسبة إماتة الحالات لـ كوفيد-19  أقل بكثير، لكن انتقال العدوى كان أكبر بكثير، مع إجمالي عدد الوفيات. عادة ما يظهر كوفيد-19 في حوالي سبعة أيام بأعراض شبيهة بالإنفلونزا يُظهرها بعض الأشخاص حيث تتطور إلى أعراض الالتهاب الرئوي الفيروسي الذي يتطلب الدخول إلى المستشفى. اعتبارًا من 19 مارس، أصبح كوفيد-19 يُصنف على أنه «مرض معدي عالي الأثر».

## الجدول الزمني

### مارس 2020
- في 14 مارس، أبلغت سيشيل عن أول حالتيها. كانت الحالتان من الأشخاص الذين كانوا على اتصال بشخص في إيطاليا كان اختباره إيجابيًا.[6]
- في 15 مارس، أكدت حالة ثالثة قادمة من هولندا.[7]
- في 16 مارس ، كانت هناك أربع حالات مؤكدة. الحالة الجديدة قادمة أيضًا من هولندا.[8]

### أبريل 2020
- في 6 أبريل، كانت هناك 11 حالة مؤكدة وسرح مريضين بعد تعافيهما.[9]

## التدابير الوقائية

### وسائل النقل
في 9 مارس 2020، أعلنت سيشيل قبل الوصول المخطط للسفنة «الروح النرويجية» عن إغلاق مؤقت لسفن الرحلات البحرية.

### القيود المفروضة على السفر
في 9 مارس 2020، حظرت سيشيل على أي شخص من سيشيل السفر إلى الصين وكوريا الجنوبية وإيطاليا وإيران. استثناء بالنسبة للسكان العائدين.

### الحجر الصحي
في 6 أبريل 2020، أظهرت نتائج الاختبار أن رجلاً يبلغ من العمر 26 عامًا، يعمل في مطار سيشيل الدولي، مصاب بالفيروس التاجي يوم الاثنين، 6 أبريل ، ليصل إجمالي عدد الإصابات في البلاد إلى 11، بعد الكشف عن هذه العدوى، دخل أمر حظر السفر حيز التنفيذ في منتصف ليل الأربعاء 8 أبريل في سيشيل، باستثناء عمال الخدمات الأساسيين. سيتم الحفاظ على هذا التدبير لمدة 21 يومًا.